# Мусора (Югское сельское поселение)
Му́сора — деревня в Череповецком районе Вологодской области.
Название происходит от приб.-фин. или саам. муст- (musta, must) — «чёрный», и сора/сара — «небольшая речка, являющаяся одним из истоков реки» (фин. saara, карел. soara, suara, ливв. soaru, suaru, люд. suar, вепс. sar, sara — «разветвление, ветвь»; саам. suarr, suorr, surr «ветвь, развилка», «ответвление реки»).
Входит в состав Югского сельского поселения (с 1 января 2006 года по 8 апреля 2009 года входила в Мусорское сельское поселение), с точки зрения административно-территориального деления — в Мусорский сельсовет.
Расстояние до районного центра Череповца по автодороге — 58 км, до центра муниципального образования Нового Домозерова по прямой — 26 км. Ближайшие населённые пункты — Сычево, Шиловка, Аксеново.
По переписи 2002 года население — 32 человека (15 мужчин, 17 женщин). Преобладающая национальность — русские (97 %).